# Lionel Hollins
Lionel Eugene Hollins (Ark City, 19 ottobre 1953) è un ex cestista e allenatore di pallacanestro statunitense.

## Carriera
Venne selezionato dai Portland Trail Blazers al primo giro del Draft NBA 1975 (6ª scelta assoluta).

## Statistiche

### NBA

#### Regular Season
| Anno       | Squadra             | PG  | PT  | MP   | TC%  | 3P%  | TL%  | RP  | AP  | PRP | SP  | PP   |
| ---------- | ------------------- | --- | --- | ---- | ---- | ---- | ---- | --- | --- | --- | --- | ---- |
| 1975-1976  | Portland T. Blazers | 74  | -   | 25,6 | 42,1 | -    | 72,1 | 2,4 | 4,1 | 1,8 | 0,4 | 10,8 |
| 1976-1977† | Portland T. Blazers | 76  | -   | 29,3 | 43,2 | -    | 74,9 | 2,8 | 4,1 | 2,2 | 0,5 | 14,7 |
| 1977-1978  | Portland T. Blazers | 81  | -   | 33,8 | 44,2 | -    | 74,3 | 3,4 | 4,7 | 1,9 | 0,4 | 15,9 |
| 1978-1979  | Portland T. Blazers | 64  | -   | 30,7 | 45,4 | -    | 77,8 | 2,3 | 5,1 | 1,8 | 0,4 | 15,3 |
| 1979-1980  | Portland T. Blazers | 20  | -   | 20,7 | 38,5 | 10,0 | 64,2 | 1,0 | 2,5 | 1,5 | 0,1 | 10,0 |
| 1979-1980  | Philadelphia 76ers  | 27  | 26  | 29,5 | 41,5 | 20,0 | 77,0 | 2,6 | 4,1 | 1,7 | 0,3 | 12,2 |
| 1980-1981  | Philadelphia 76ers  | 82  | 13  | 26,3 | 47,0 | 13,3 | 73,1 | 2,3 | 4,3 | 1,3 | 0,2 | 9,5  |
| 1981-1982  | Philadelphia 76ers  | 81  | 81  | 27,9 | 47,7 | 12,5 | 70,2 | 2,3 | 3,9 | 1,3 | 0,2 | 11,0 |
| 1982-1983  | San Diego Clippers  | 56  | 54  | 32,9 | 43,7 | 14,3 | 72,1 | 2,3 | 6,7 | 2,0 | 0,3 | 13,5 |
| 1983-1984  | Detroit Pistons     | 32  | 0   | 6,8  | 38,1 | 0,0  | 84,6 | 0,7 | 1,9 | 0,4 | 0,0 | 1,8  |
| 1984-1985  | Houston Rockets     | 80  | 60  | 24,4 | 46,1 | 23,1 | 79,4 | 2,2 | 5,2 | 1,0 | 0,1 | 7,6  |
| Carriera   | Carriera            | 673 | 234 | 27,4 | 44,4 | -    | 74,1 | 2,4 | 4,5 | 1,6 | 0,3 | 11,6 |

#### Playoffs
| Anno     | Squadra             | PG | PT | MP   | TC%  | 3P% | TL%  | RP  | AP  | PRP | SP  | PP   |
| -------- | ------------------- | -- | -- | ---- | ---- | --- | ---- | --- | --- | --- | --- | ---- |
| 1977†    | Portland T. Blazers | 19 | -  | 35,9 | 41,7 | -   | 68,2 | 2,7 | 4,5 | 2,5 | 0,3 | 17,3 |
| 1978     | Portland T. Blazers | 6  | -  | 37,2 | 44,9 | -   | 69,0 | 4,8 | 5,5 | 1,2 | 0,0 | 16,7 |
| 1979     | Portland T. Blazers | 3  | -  | 22,0 | 30,8 | -   | 71,4 | 1,0 | 1,7 | 1,0 | 0,0 | 7,0  |
| 1980     | Philadelphia 76ers  | 18 | -  | 34,3 | 41,6 | 0,0 | 79,4 | 3,9 | 6,3 | 1,5 | 0,2 | 13,8 |
| 1981     | Philadelphia 76ers  | 16 | -  | 30,6 | 44,1 | 0,0 | 78,4 | 2,1 | 4,1 | 1,1 | 0,1 | 10,2 |
| 1982     | Philadelphia 76ers  | 8  | -  | 14,3 | 30,6 | 0,0 | 66,7 | 1,1 | 3,1 | 1,1 | 0,1 | 4,3  |
| 1984     | Detroit Pistons     | 2  | -  | 3,0  | 0,0  | -   | -    | 0,0 | 0,0 | 0,0 | 0,5 | 0,0  |
| 1985     | Houston Rockets     | 5  | 1  | 18,8 | 30,8 | -   | 100  | 1,8 | 3,6 | 0,8 | 0,0 | 3,4  |
| Carriera | Carriera            | 77 | 1  | 29,8 | 41,1 | 0,0 | 73,3 | 2,7 | 4,5 | 1,5 | 0,1 | 11,8 |

## Palmarès

### Giocatore
- NCAA AP All-America Third Team (1975)
- Campionato NBA: 1

Portland Trail Blazers: 1977
- NBA All-Rookie First Team (1976)
- NBA All-Defensive First Team (1978)
- NBA All-Defensive Second Team (1979)
- NBA All-Star (1978)